# Cytidine diphosphate glucose
La cytidine diphosphate glucose est un nucléotide-ose constitué de cytidine diphosphate et de glucose,. Elle est produite à partir de cytidine triphosphate et de glucose sous l'action de la glucose-1-phosphate cytidylyltransférase.